# Prix Nakahara
Le prix Nakahara est un prix annuel décerné par l'Association japonaise d'économie (en) à un économistes de moins de 45 ans dont le travail a acquis une certaine reconnaissance internationale. L'objectif du prix est d'honorer et encourager les jeunes (moins de 45 ans) de publier des travaux à reconnaissance internationale.

## Récipiendaires
| Année | Récipiendaire          | Université                            |
| ----- | ---------------------- | ------------------------------------- |
| 1995  | Fumio Hayashi          | Université de Tokyo                   |
| 1996  | Kiminori Matsuyama     | Université Northwestern               |
| 1997  | Nobuhiro Kiyotaki (en) | LSE                                   |
| 1998  | Kiyohiko Nishimura     | Université de Tokyo                   |
| 1999  | Akira Okada            | Université de Kyoto                   |
| 2000  | Kazuya Kamiya          | Université de Tokyo                   |
| 2001  | Charles Horioka (en)   | Université d'Osaka                    |
| 2002  | Michihiro Kandori      | Université de Tokyo                   |
| 2003  | Hideshi Itoh           | Université Hitotsubashi               |
| 2004  | Hitoshi Matsushima     | Université de Tokyo                   |
| 2005  | Takeo Hoshi            | Université de Californie à San Diego  |
| 2006  | Yuichi Kitamura        | Université Yale                       |
| 2007  | Akihiko Matsui         | Université de Tokyo                   |
| 2008  | Atsushi Kajii          | Université de Kyoto                   |
| 2009  | Hideo Konishi          | Boston College                        |
| 2010  | Takashi Kamihigashi    | Université de Kobe                    |
| 2011  | Atsushi Inoue          | Université d'État de Caroline du Nord |
| 2012  | Mototsugu Shintani     | Université Vanderbilt                 |
| 2013  | Katsumi Shimotsu       | Université de Tokyo                   |
| 2014  | Kosuke Aoki            | Université de Tokyo                   |
| 2015  | Keisuke Hirano         | Université d'Arizona                  |
| 2016  | Sagiri Kitao           | Université Keiō                       |
| 2017  | Hiroyuki Kasahara      | University of British Columbia        |
| 2018  | Toshihiko Mukoyama     | University of Virginia                |
| 2019  | Takashi Hayashi        | University of Glasgow                 |
| 2020  | Ryo Okui               | Seoul National University             |
| 2021  | Fuhito Kojima          | Université de Tokyo                   |
| 2022  | Satoru Takahashi       | National University of Singapore      |
| 2023  | Toru Kitagawa          | Brown University                      |